# Karl Victor Plagge
Karl Victor Plagge (* 16. Januar 1885 in Köln; † 13. November 1926 in Potsdam) war ein deutscher Komiker und Schauspieler.

## Leben
Er wurde mit 18 Jahren Zeitungsredakteur und diente während des Ersten Weltkrieges vier Jahre als Kraftfahrer. Nach Kriegsende wechselte er zum Film. Der bereits im Kölner Karneval als Humorist erprobte Plagge wurde 1919 als Karlchen in einer komödienhaften Filmreihe bekannt. Gemeinsam mit Peter Heuser und Heinrich van Feld gründete er im Juli 1920 die Karlchen Film GmbH.
Sehr bald schon musste er sich jedoch als Nebendarsteller auf einige kleine Rollen beschränken. Er spielte unter anderem Burschen und Studenten, aber auch Ratsherren. Daneben verfasste der früh verstorbene Plagge Couplets und schrieb Sportartikel für Zeitungen.
Ab November 1924 gehörte er dem Vorstand der Deutsch-Türkischen Film AG an, bis durch Beschluss der Generalversammlung vom 12. Mai 1925 eine Umwandlung des Unternehmens in die Despo Deutsche Sportfilm AG erfolgte.

## Filmografie
| - 1919: Karlchen ist nervös - 1919: Karlchen auf der Brautschau - 1919: Die Bademaus - 1920: Adipiopex - 1920: Hoheit auf der Walze - 1920: Leute ohne Kinder - 1922: Die Flucht in die Ehe. Der große Flirt - 1923: Die Sonne von St. Moritz - 1924: Die lockende Gefahr - 1924/26: Der krasse Fuchs - 1925: Zapfenstreich - 1925: Das alte Ballhaus (2 Teile) | - 1925: Götz von Berlichingen zubenannt mit der eisernen Hand - 1925: Herrn Filip Collins Abenteuer - 1926: Die da unten - 1926: Der Stolz der Kompagnie - 1926: Die dritte Eskadron - 1926: Herbstmanöver - 1926: Die Kleine und ihr Kavalier - 1926: Schatz, mach’ Kasse - 1926: Das Lebenslied - 1926: Trude, die Sechzehnjährige - 1926: Die Piraten der Ostseebäder |